# Santa Cruz de Tenerife
Santa Cruz de Tenerife é um município e cidade da Espanha na província de Santa Cruz de Tenerife, uma das cidades capitais da comunidade autónoma das Canárias conjuntamente com a cidade de Las Palmas de Gran Canaria. Tem 150,56 km² de área e em 2021 tinha 208 563 habitantes (densidade: 1 385,2 hab./km²).
A cidade está ligada à cidade de San Cristóbal de La Laguna. Estas duas cidades são unidas. Entre eles vivem mais de 400 000 habitantes, tornando-se uma maior nas Canárias. A cidade tem um dos principais portos do Atlântico. Localizado na ilha de Tenerife, a ilha mais povoada da Espanha. Ele também destaca sua arquitetura diversificada, com destaque para o Auditório de Tenerife, que é considerado um dos maiores expoentes da arquitetura contemporânea.
Em 2012, o jornal britânico The Guardian incluiu Santa Cruz de Tenerife na lista dos cinco melhores lugares do mundo para se viver, ao lado do distrito de Cihangir, em Istambul; o distrito de Sankt Pauli, em Hamburgo; a costa norte de Maui, na Hawaii, e Portland, no estado de Oregon (Estados Unidos). Entre outras instituições presentes na cidade, destaca-se a sede da UNESCO nas Ilhas Canárias.

## História
A área onde a cidade se encontra agora e no município de Santa Cruz de Tenerife tem sido alvo de ocupação humana desde stargazing tempo, há cerca de 2 000 anos, como atestam os sítios arqueológicos encontrados. Como o famoso San Andreas Guanche mamãe. Além de cavernas com algum animal restos mumificados e gravuras em pedra Guanches. A área onde hoje está Santa Cruz de Tenerife pertencia Menceyato Guanche de Anaga (Reino aborígene), que foi o mais oriental da ilha.
Santa Cruz de Tenerife ocupa o território ou Añaza chamado pelo Guanches, os habitantes originais das ilhas. Foi aqui onde o Adelantado desembarcou Alonso Fernandez de Lugo em 1494, e plantou uma cruz que dá nome à cidade. Esta cruz é mantida na igreja de La Concepción e foi levado em procissão no dia da Cruz (3 de maio).
Durante o século XVI, o crescimento econômico fez da cidade um importante porto comercial e de trânsito no caminho para as [[Américas, o que foi reforçado pelo comércio com a Inglaterra. Os ingleses então queriam se apropriar da ilha. Eles realizaram, sob o comando dos almirantes Blake, Jennings e Nelson, três ataques maciços que não tiveram êxito contra Tenerife entre 1657 e 1797.
Em 1723, Santa Cruz de Tenerife tornou-se a capital da ilha em vez de San Cristóbal de La Laguna e entre 1833 e 1927, foi a capital da província das Ilhas Canárias.
Em 1893, um surto de cólera se espalhou por toda a cidade e municípios vizinhos. A doença foi trazida por um navio italiano que volta do Brasil. Havia 382 mortos.
Desde 1982, Santa Cruz de Tenerife compartilha com Las Palmas de Gran Canaria a sede do governo da comunidade autônoma das Ilhas Canárias. As duas cidades se revezam a cada quatro anos para desempenhar essa função.

## A cidade
A cidade é um caldeirão de culturas diferentes, dando-lhe um caráter cosmopolita. A cidade tem (junto com a população nativa canaria) os imigrantes de diversas origens: peruanos, bolivianos, indianos, árabes, espanhóis não canários, etc.
A maioria da população é católica, há também importantes comunidades de hindus e muçulmanos.
Em comparação com a cidade vizinha de San Cristóbal de La Laguna, que é a sede do Bispado de Tenerife, tradicionalmente a cidade de Santa Cruz de Tenerife teve um caráter muito mais secular. Este fato provocou nas instituições da cidade de profunda tradição secular, como o Templo Maçônico de Santa Cruz de Tenerife, que foi um dos maiores centros maçônicos da Espanha.
A cidade tem um porto de grande importância, é o centro de comunicações entre a Europa, África e América, e até navios de cruzeiro e de várias nacionalidades. A cidade é o centro de comunicações e inter interior.

## Transporte
Santa Cruz tem 20 linhas urbanas de ônibus fora do consórcio de transporte ilha, TITSA. A maioria dessas linhas têm o seu ponto de partida para o intercâmbio de Transporte Santa Cruz de Tenerife, na Avenida Três de maio. De lá vêm os ônibus que ligam a capital ao resto da ilha e os subúrbios da região metropolitana de Santa Cruz-La Laguna. A cidade também tem um bonde.

## Demografia
| Variação demográfica do município entre 1991 e 2004 | Variação demográfica do município entre 1991 e 2004 | Variação demográfica do município entre 1991 e 2004 | Variação demográfica do município entre 1991 e 2004 |
| --------------------------------------------------- | --------------------------------------------------- | --------------------------------------------------- | --------------------------------------------------- |
| 1991                                                | 1996                                                | 2001                                                | 2004                                                |
| 200172                                              | 203787                                              | 188477                                              | 219446                                              |

## Atrações

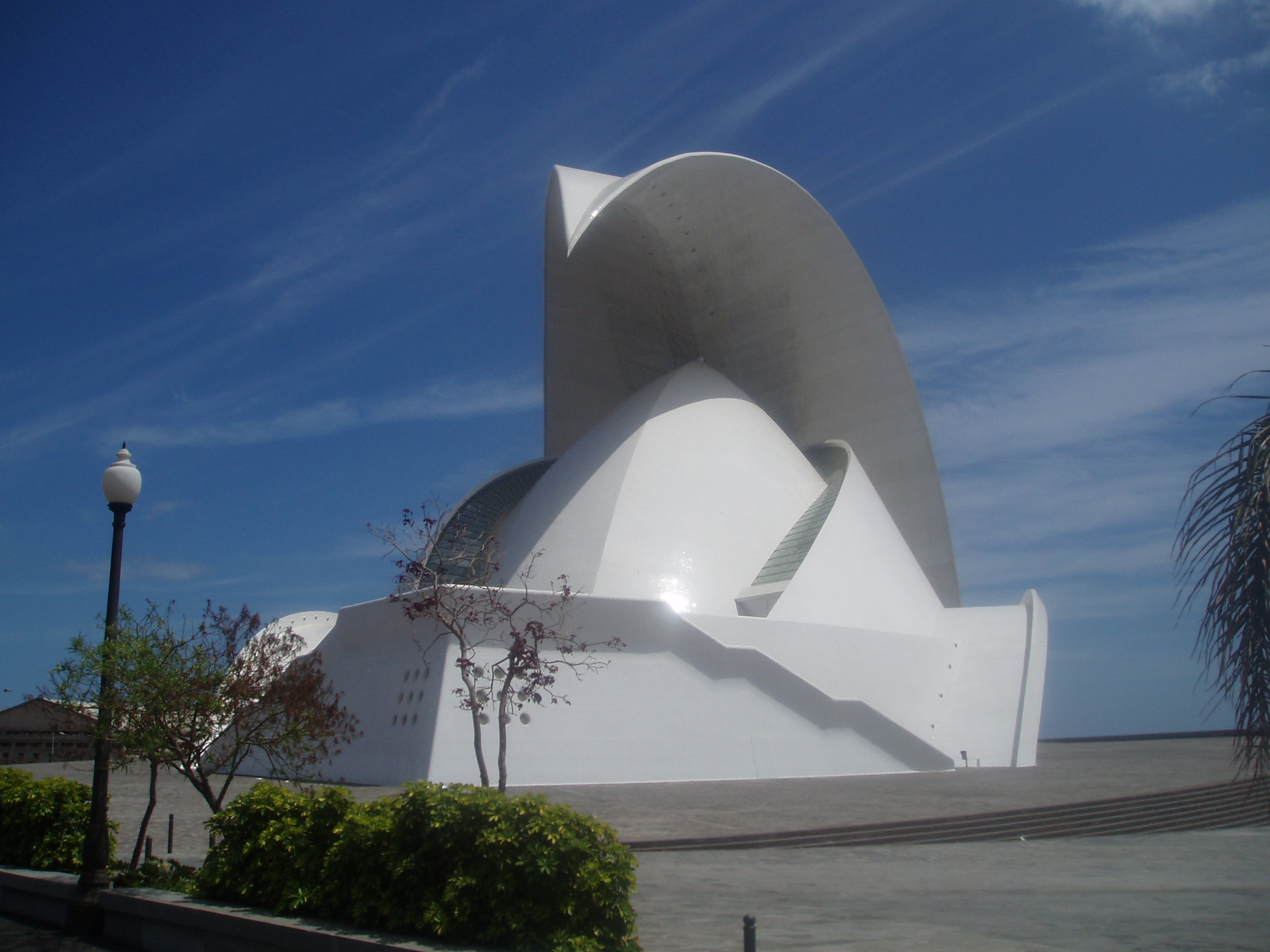
Auditório de Tenerife

A cidade de Santa Cruz de Tenerife tem diversos locais turísticos entre eles estão;
- Auditório de Tenerife
- Torres de Santa Cruz
- Plaza de España
- Calle de la Noria
- Macizo de Anaga
- Iglesia de la Concepción
- Museo de la Naturaleza y el Hombre
- San Andrés
- Igueste de San Andrés
- Taganana
- Palmetum of Santa Cruz de Tenerife
- Parque Marítimo César Manrique
- Playa de Las Teresitas
- Iglesia de San Francisco de Asís
- Teatro Guimerá
- Centro Internacional de Ferias y Congresos de Tenerife
- Templo Masónico de Santa Cruz de Tenerife
- Faro de Anaga

## Festividades

### Carnaval

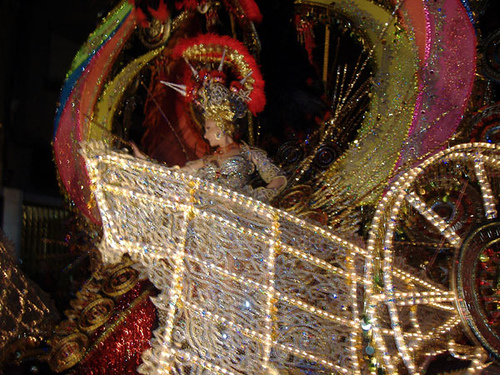
Carnaval de Santa Cruz de Tenerife 2006

Carnaval de Santa Cruz de Tenerife desta cidade é realizada anualmente em Santa Cruz de Tenerife, que é considerado o segundo maior do mundo (após o Rio de Janeiro). Por isso, a cidade é universalmente reconhecido como uma das principais capitais do carnaval.
Outras celebrações importantes são:
- Dia da Cruz: 3 de maio. Este dia comemora a fundação da cidade de Santa Cruz de Tenerife.
- Dia de Santiago: 25 de julho. Santiago Maior, padroeiro de Santa Cruz de Tenerife, e aniversário da derrota do Almirante Nelson.

### Cidades-irmãs

Localização de Santa Cruz de Tenerife

Santa Cruz de Tenerife possui as seguintes cidades-irmãs:
- Santa Cruz (Califórnia), Estados Unidos (1974)
- Santa Cruz de La Sierra, Bolívia (1978)
- Caracas, Venezuela (1981)
- San Antonio (Texas), Estados Unidos (1983)
- Cádiz, Espanha (1984)
- Rio de Janeiro, Brasil (1984)
- Nice, França (1989)
- Santa Cruz del Norte, Cuba (1997)
- Aranda de Duero, Espanha (1997)
- Cidade da Guatemala, Guatemala (2002)

|                                   | Norte: Oceano Atlântico |                         |
| Oeste: San Cristóbal de La Laguna | Santa Cruz de Tenerife  | Leste: Oceano Atlântico |
| Sudoeste: El Rosario              | Sul: El Rosario         |                         |